# Gilles Clouzeau
Gilles Clouzeau es un deportista francés que compitió en piragüismo en la modalidad de eslalon. Ganó dos medallas en el Campeonato Mundial de Piragüismo en Eslalon, oro en 1991 y plata en 1989.

## Palmarés internacional
| Campeonato Mundial | Campeonato Mundial          | Campeonato Mundial | Campeonato Mundial |
| Año                | Lugar                       | Medalla            | Competición        |
| ------------------ | --------------------------- | ------------------ | ------------------ |
| 1989               | Río Savage (Estados Unidos) | Medalla de plata   | K1 individual      |
| 1991               | Tacen (Yugoslavia)          | Medalla de oro     | K1 por equipos     |